# 土佐加茂站

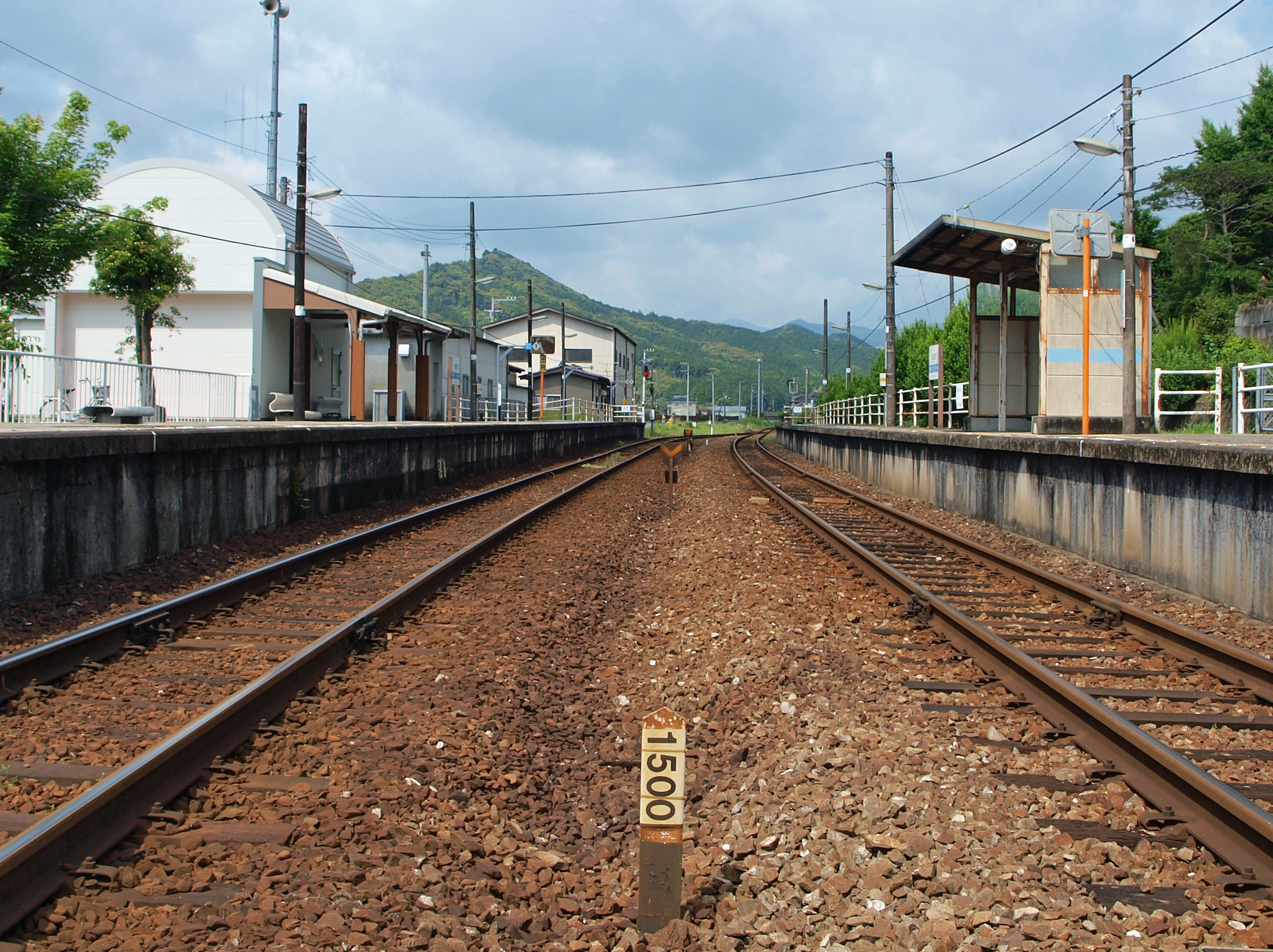
從站內平交道近攝車站往須崎方向的兩邊月台。

土佐加茂站（日语：／ Tosa-kamo eki */?）是一位於日本高知縣高岡郡佐川町加茂、隸屬於四國旅客鐵道（JR四國）的鐵路車站。車站編號為K11。本車站只停靠普通列車。
由於日本國鐵時代，已於新潟縣信越本線及京都府關西本線設有加茂站，再加上同樣位於四國島內德島縣的德島線上，十年前亦已有「阿波加茂站」啟用，因此本站開業時，以加上古令制國「土佐」以茲識別。

## 車站構造
本車站曾設有和附近相近的單層木製建築物，1970年無人化，站舍仍然保存，但後來卻被重建成為現時的簡易木製站舍，站舍內只設有候車室及倉庫，其後再將原部份結構拆去。屋頂設計為圓拱型，相比其他車站稍具特色。
本站設有兩個側式月台，提供2面2線的月台配置。1號月台為避線，2號月台為主幹線。月台之間的連接靠月末端近岡花站方向的路軌平交道連接。另外在2號月台車前方亦設有候車室及座椅。

### 月台配置
| 月台 | 路線    | 方向 | 目的地                   |
| ---- | ------- | ---- | ------------------------ |
| 1    | ■土讚線 | 下行 | 須崎、窪川方向           |
| 2    | ■土讚線 | 上行 | 伊野、高知、土佐山田方向 |

## 歷史
- 1924年3月30日：隨著高知線開通，開業。
- 1969年10月1日：托運服務取消。
- 1970年10月1日：降格為無人站。
- 1987年4月1日：日本國鐵分割民營化，車站的營運由JR四國繼承。

## 相鄰車站
四國旅客鐵道（JR四國）
■土讚線
岡花（K10）－土佐加茂（K11）－西佐川（K12）